# Hylyphantes birmanica
Hylyphantes birmanica is een spinnensoort in de taxonomische indeling van de hangmatspinnen (Linyphiidae).
Het dier behoort tot het geslacht Hylyphantes. De wetenschappelijke naam van de soort werd voor het eerst geldig gepubliceerd in 1895 door Thorell.